# غلو موبايل
غلو موبايل (بالإنجليزية: Glu Mobile)‏ هي شركة تطوير ونشر ألعاب فيديو أمريكية للهواتف المحمولة والحواسيب اللوحية. تأسست في سان فرانسيسكو، كاليفورنيا، في عام 2004، قدمت غلو منتجات لمنصات متعددة بما في ذلك الأجهزة القائمة على جافا إم إي، وأندرويد، وويندوز فون، وجوجل كروم، وأمازون. أُدرِجَت سابقًا في بورصة ناسداك حتى استحوذت عليها إلكترونيك آرتس في أبريل 2021.

## التاريخ

شعار غلو من 2005 حتى 2014

شعار غلو قيد الاستخدام منذ عام 2014، كما يظهر في بعض رموز التطبيقات

في ديسمبر 2004، سان ماتيو، دمجت سورنيت مقرها كاليفورنيا مع لندن ومقرها ماكرو سبيس. في يونيو 2005، أنشأت الشركة المدمجة اسمًا جديدًا للشركة: غلو موبايل. في نفس العام، حل غريغ بالارد محل سكوت أور مؤسس سورينت كرئيس تنفيذي. في عام 2006، استحوذت غلو موبايل على آيفون وفي عام 2007 استحوذت على شركة إنتاج ألعاب الهاتف المحمول الصينية بكين تشانع تشونغ إم آي جي إنفورمايشن تكنولوجي («إم آي جي»). في سبتمبر 2007، أعلنت غلو عن إطلاق أستروديس للهواتف المحمولة. في مارس 2008، استحوذت غلو على شركة تطوير ألعاب الهاتف المحمول سوبر سكيب ومقره في سان كليمينتي.
في يناير 2010، انضم نيكولو دي ماسي إلى غلو موبايل كرئيس ومدير تنفيذي. شغل دي ماسي سابقًا منصب الرئيس التنفيذي لشركة هاندز-أون موبايل. منذ وصوله، انتقلت غلو إلى نموذج أعمال مجاني يركز على الآي بي الأصلي لها.
في 2 أغسطس 2011، استحوذت غلو على غريبتونايت غيمز. يبلغ عدد موظفيها 200 «ضعف [تقريبًا]» قدرة التطوير الداخلية لغلو.
في أبريل 2012، استحوذت غلو على سلسلة دير هانتر بالكامل.
اشترت شركة غلو موبايل غيم سباي تكنولوجيز (الكيان المسؤول عن خدمات عيم سباي متعددة اللاعبين) من آي جي إن إنترتينمنت في أغسطس 2012، وبدأت في ديسمبر لرفع تكاليف التكامل وإغلاق الخوادم للعديد من الألعاب القديمة، بما في ذلك سلسلة ستار وارز: باتلفرونت وسنايبر إليت ومايكروسوفت فلايت سيميولتر إكس ونيفروينتر نايتس، بدون تحذير للمطورين أو المستهلكين. ظلت غيم سباي تكنولوجيز تعمل ولم تصدر أي إعلانات عن إغلاق وشيك؛ كانت شركتا غيم سباي كيانين منفصلين ومرتبطين بالاسم فقط. قامت غلو أيضًا بإغلاق الخوادم متعددة اللاعبين عبر الإنترنت للعديد من العناوين على نينتندو دي أس ووي، مثل ماريو كارت دي أس وسوبر سماش برذرز براول وماريو كارت وي. قامت غلو بإغلاق بقية غيم سباي اعتبارًا من 31 مايو 2014.
في 3 سبتمبر 2014، استحوذت غلو على بلاي فيرست. جاء في البيان الرسمي الصادر عن الرئيس التنفيذي لشركة غلو موبايل، نيكولو دي ماسي، «يسعدنا إضافة بلاي فيرست رسميًا إلى عائلة غلو ونتطلع إلى تقديم منتجات داش جديدة إلى جمهور عالمي».
في أبريل 2015، دفعت شركة تينسنت الصينية 126 مليون دولار مقابل حصة 15٪ في غلو موبايل. كان لديها 20.8٪ اعتبارًا من عام 2017.
في 22 ديسمبر 2016، أعلن أن موبايل غلو اكتسبت لعبة التوافه كويزأب 7٫5 مليون دولار أمريكي. في 20 يناير 2021، أُزيلَت كويزأب من متاجر التطبيقات، وفي 21 يناير 2021، أُعلِنَ عن توقف كويزأب في 22 مارس 2021. منذ ذلك الحين، عُطِلَت جميع المشتريات.
في نوفمبر 2016، أصبح نيك إيرل الرئيس التنفيذي. غالبية أسهم غلو مملوكة للمؤسسات: في بداية الربع الثالث من عام 2012، كانت الملكية المؤسسية 78٪ من الأسهم القائمة وفقًا لجوجل فايناس.
أعلنت شركة إلكترونيك آرتس في فبراير 2021 أنها تخطط للاستحواذ على غلو في صفقة تقدر بنحو 2.4 مليار دولار أمريكي. في نفس اليوم الذي أعلن عن الصفقة، كُشِفَ عن توقع الشركات أن تنتهي عملية الاستحواذ في الربع الثاني من عام 2021. في أبريل 2021، أكملت إي أيه الاستحواذ على غلو موبايل.

## وصلات خارجية
- الموقع الرسمي